# Cumellopsis surugaensis
Cumellopsis surugaensis is een zeekommasoort uit de familie van de Nannastacidae. De wetenschappelijke naam van de soort is voor het eerst geldig gepubliceerd in 1985 door Gamo.